# FS E412 sorozat

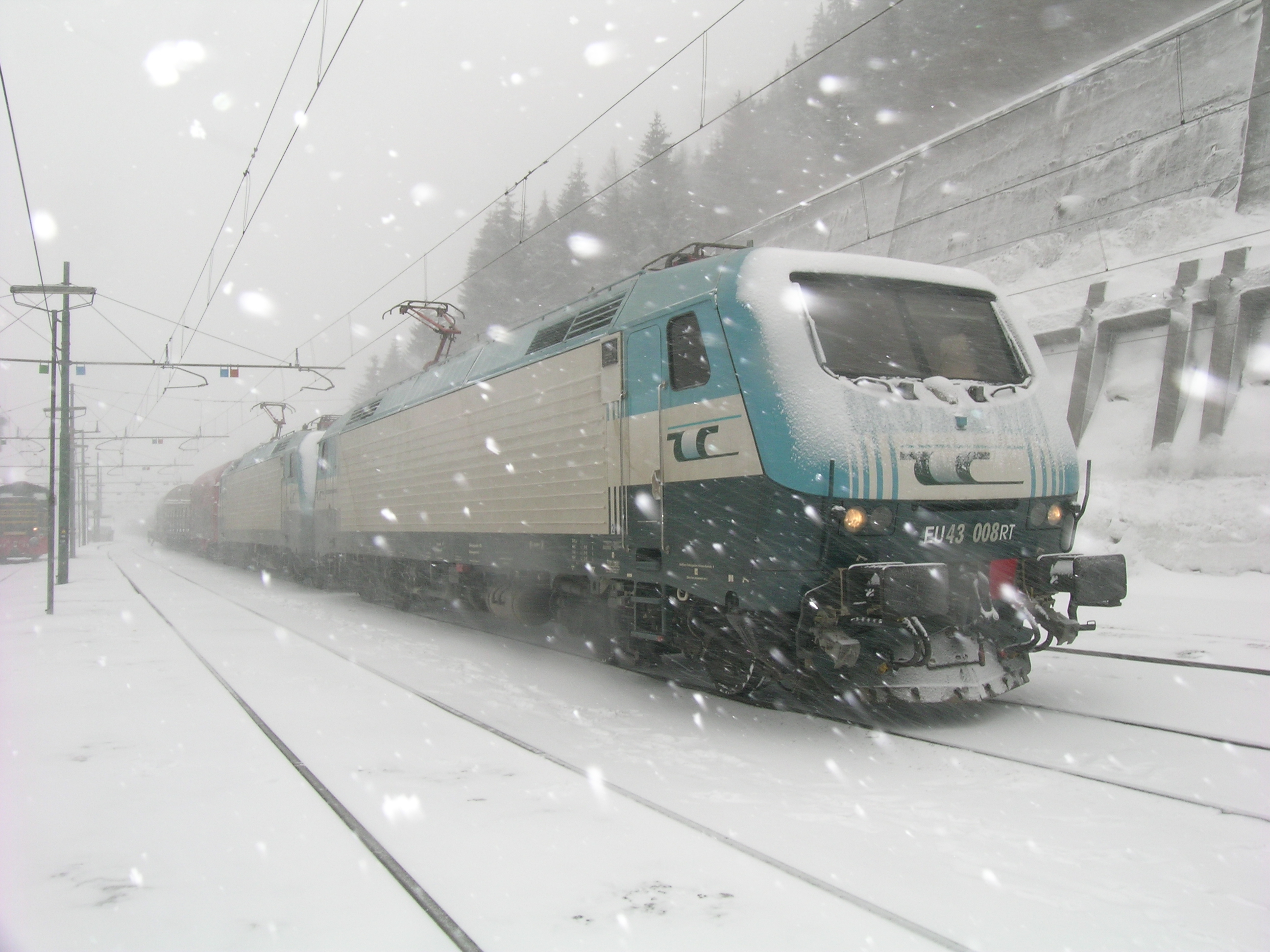
Kettő E412-es a Brenner-vasútvonalon egy nehéz tehervonattal

Az FS E.412 sorozat az FS egyik 3 áramnemű, energia-visszatáplálásra is alkalmas nagysebességű Bo-Bo tengelyelrendezésű villamosmozdony-sorozata. 1996 és 1998 között gyártotta a kanadai Bombardier. Beceneve Brenner vagy Brennerlok. Az Olasz Vasutak Verona és Brenner között húzódó legnehezebb hegyi szakasz közötti közlekedésre szerezte be a mozdonyokat. Az E412-001 volt az első olyan mozdony, mely már az új olasz színterv, az XMPR alapján gyártottak.

## Története
Az 1990-es évek elején a Ferrovie dello Stato az európai politikai-gazdasági egyesülési folyamatot követve megkezdte az Olaszország északi határán fekvő országokkal integrált vasúti rendszer kiépítését. Ausztria és Németország különböző vasúti villamosítási rendszereket használt, ami szükségessé tette egy olyan mozdony használatát, amely képes különböző elektromos rendszereket használni: váltó- és egyenáramot, 1500 és 15 000 Volt között.
Az E412 sorozatú mozdonyt a leghosszabb, legmeredekebb és legnehezebb hegyeken átvezető vonalon, a Verona Porta Nuova és München közötti Brenner-vasútvonalon keresztül összekötő, teher- és személyvonatokkal zsúfolt, különböző villamosítású vonalon kellett használni. Az E412-esek bevezetése előtt az útvonal három mozdonycserét igényelt. Az olasz vasút célja az volt, hogy a vonatok mozdonycsere nélkül érjék el Németországot.
A szerződést 1993-ban írták alá egy olasz-német konzorciummal, az Adtranzzal, amelynek élén az ABB Trazione és a Vado Ligure-i székhelyű AEG állt. Az első egységet 1997. április 14-én adták át. Sikeresen teljesítette a kezdeti teszteket, kiváló teljesítményt és nagy megbízhatóságot mutatva. Az első tétel fennmaradó 19 egységét röviddel a tesztek befejezése után szállították le az olasz vasútigazgatásnak. További 8 darabot (lengyel PKP EU43 sorozat) 1996-ban rendeltek, de a lengyel vasút (PKP) nem vásárolta meg őket. Ezeket a mozdonyokat később az olasz Rail Traction Company vállalat vásárolta meg, hogy ugyanazon a vonalon szolgáljanak, és továbbra is lengyel EU43 megjelölést viselnek.
1998-ban újabb próbákat végeztek a svájci vonalakon való szolgálatra. Ezek a kísérletek kudarcba fulladtak, amikor a Trenitalia és az SBB logisztikai részlege közötti üzletet felbontották.
2004-ben a sorozatot a meghibásodott mozdonyok pótlására hitelesítették. 2005-ben tárgyalások kezdődtek arról, hogy a mozdonyokat a személyszállítási részleghez helyezzék át, és a régebbi, személyszállításra használt (de teherszállításra jobban alkalmas) FS E646 és FS E656 sorozatú mozdonyokkal cseréljék fel őket. Ezeket a gépeket le lehetett volna venni a személyszállító vonatokról, és a váltóművek kicserélésével FS E645-ös vagy FS E655-ös mozdonnyá alakítani. Mivel 2 helyett 3 forgóvázzal rendelkeznek, ezek a mozdonyok jobban tapadnak a meredek emelkedőkön, és könnyen felszerelhetők többszörös vontatásvezérléssel. Ezek a régi gépek azonban nem bizonyultak túl megbízhatónak, ezért nem tartották őket alkalmasnak a vonalon való intenzív használatra.
Az olasz FS E464 sorozat (a könnyű elővárosi vonatok számára) az E.412-esre épül, és az építési költségek csökkentése és a karbantartás egyszerűsítése érdekében az alkatrészek egy része azonos.

## Vasúti számítógépes játékok
- Az FS E412 sorozat szerepel a Railroad Tycoon 2 és a Railroad Tycoon 3 játékokban, mint "Brenner E412".